# Saoedi-Arabië op de Olympische Zomerspelen 1988
Saoedi-Arabië nam deel aan de Olympische Zomerspelen 1988 in Seoul, Zuid-Korea. Het land debuteerde op de Zomerspelen in 1972 en deed in 1988 voor de vierde keer mee. 

## Deelnemers en resultaten

### Atletiek
| Olympiër                  | Discipline             | Resultaat | Prestatie                                                |
| ------------------------- | ---------------------- | --------- | -------------------------------------------------------- |
| Mohamed Fahd Al-Bishi     | 100m (m)               | 72e       | serie 1: 7de in 10,85                                    |
| Mohamed Fahd Al-Bishi     | 200m (m)               | 56e       | serie 3: 7de in 22,09                                    |
| Haji Bakr Al-Qahtani      | 400m (m)               | 54e       | serie 4: 6de in 48,53                                    |
| Haji Bakr Al-Qahtani      | 800m (m)               | DSQ       | serie 2: gediskwalificeerd                               |
| Mohamed Barak Al-Dosari   | 1500m (m)              | 43e       | serie 4: 9de in 3.51,53                                  |
| Youssef Al-Dosari         | 110m horden (m)        | 37e       | serie 3: 6de in 15,03                                    |
| Youssef Al-Dosari         | 400m horden (m)        | 34e       | serie 5: 7de in 53,51                                    |
| Mohamed Barak Al-Dosari   | 3000m steeplechase (m) | 24e       | serie 3: 10de in 8.45,25 halve finale 2: 12de in 8.44,22 |
| Ibrahim Mohamed Al-Ouiran | discuswerpen (m)       | DNF       | kwalificatie groep A: geen geldige poging                |
| Abdul Azim Al-Aliwat      | speerwerpen (m)        | 38e       | kwalificatie groep B: 19de met 56,32m                    |

### Boogschieten
| Olympiër       | Discipline      | Resultaat | Prestatie                             |
| -------------- | --------------- | --------- | ------------------------------------- |
| Adel Al-Jabrin | individueel (m) | 83e       | plaatsingsronde: 83ste met 921 punten |
| Sameer Jawdat  | individueel (m) | 82e       | plaatsingsronde: 82ste met 964 punten |

### Schietsport
| Olympiër        | Discipline | Resultaat | Prestatie                          |
| --------------- | ---------- | --------- | ---------------------------------- |
| Matar Al-Harthi | trap       | 48e       | kwalificatie: 48ste met 128 punten |

Afghanistan · Algerije · Amerikaanse Maagdeneilanden · Amerikaans-Samoa · Andorra · Angola · Antigua en Barbuda · Argentinië · Aruba · Australië · Bahama’s · Bahrein · Bangladesh · Barbados · België · Belize · Benin · Bermuda · Bhutan · Birma · Bolivia · Bondsrepubliek Duitsland · Botswana · Brazilië · Britse Maagdeneilanden · Brunei · Bulgarije · Burkina Faso · Canada · Centraal-Afrikaanse Republiek · Chili · China · Chinees Taipei · Colombia · Congo-Brazzaville · Cookeilanden · Costa Rica · Cyprus · Denemarken · Djibouti · Dominicaanse Republiek · Duitse Democratische Republiek · Ecuador · Egypte · El Salvador · Equatoriaal-Guinea · Fiji · Filipijnen · Finland · Frankrijk · Gabon · Gambia · Ghana · Grenada · Griekenland · Groot-Brittannië · Guam · Guatemala · Guinee · Guyana · Haïti · Honduras · Hongarije · Hongkong · Ierland · IJsland · India · Indonesië · Irak · Iran · Israël · Italië · Ivoorkust · Jamaica · Japan · Joegoslavië · Jordanië · Kaaimaneilanden · Kameroen · Kenia · Koeweit · Laos · Lesotho · Libanon · Liberia · Libië · Liechtenstein · Luxemburg · Malawi · Malediven · Maleisië · Mali · Malta · Marokko · Mauritanië · Mauritius · Mexico · Monaco · Mongolië · Mozambique · Nederland · Nederlandse Antillen · Nepal · Nieuw-Zeeland · Niger · Nigeria · Noord-Jemen · Noorwegen · Oeganda · Oman · Oostenrijk · Pakistan · Panama · Papoea-Nieuw-Guinea · Paraguay · Peru · Polen · Portugal · Puerto Rico · Qatar · Roemenië · Rwanda · Saint Vincent en de Grenadines · Salomonseilanden · Samoa · San Marino · Saoedi-Arabië · Senegal · Sierra Leone · Singapore · Soedan · Somalië · Sovjet-Unie · Spanje · Sri Lanka · Suriname · Swaziland · Syrië · Tanzania · Thailand · Togo · Tonga · Trinidad en Tobago · Tsjaad · Tsjecho-Slowakije · Tunesië · Turkije · Uruguay · Vanuatu · Venezuela · Verenigde Arabische Emiraten · Verenigde Staten · Vietnam · Zaïre · Zambia · Zimbabwe · Zuid-Jemen · Zuid-Korea · Zweden · Zwitserland